# میثاق ۳
در هفتمین روز از دهه فجر سال ۱۳۹۵ با حضور وزیر دفاع و پشتیبانی نیروهای مسلح از سامانه سلاح دوش‌پرتاب میثاق ۳ رونمایی و خط تولید آن افتتاح شد. این موشک نوع ارتقا یافته میثاق ۲ و بر اساس موشک دوش پرتاب سام ۷ استرلای روسی ساخته شده این موشک‌ها دارای برد پنج کیلومتری و حداکثر ارتفاع پرواز ۳۵۰۰ متری هستند و از سر جنگی یک کیلوگرمی انفجار شدید استفاده می‌کنند.
این موشک دارای فیوز لیزری است که آن را نسبت به دو نمونه قبلی متمایز می‌کند، کار فیوز به این صورت است که پس از شلیک موشک به سمت هدف، منبع تابش لیزر در داخل موشک به‌طور ۳۶۰ درجه، نور را به اطراف پخش می کند و با نزدیک شدن به هدف و بازتاب نور لیزری از هدف، سر جنگی موشک فعال شده و منفجر می شود.